# Samia oberthuri
Samia oberthuri är en fjärilsart som beskrevs av Watson. Samia oberthuri ingår i släktet Samia och familjen påfågelsspinnare. Inga underarter finns listade.